# Камоги
Камоги (на ирландски: camógaíocht) е ирландски спорт на трева, който се упражнява изключително само от жени и е тясно свързан с ирландския национален мъжки спорт хърлинг. Играе се с малка топка и извит стик от по два отбора с по 15 играча.
Играчите използват така наречения „каман“ (camán), стик, подобен на стиковете за хокей, за подаване на топката към съотборник или за вкарването на гол във врата на противниковия отбор.
Те могат да улавят топката и да тичат до 5 крачки с нея, преди да я подадат на съотборник.
Головете се вкарват в Н-образна врата на противниковата линия (тя е като при гелския (ирландски) футбол). Ако топката мине в долната част на Н-врата, се отбелязват 3 точки, но ако мине през горната част на вратата, се отбелязва 1 точка.
Камоги мачовете се играят на поле с размери 130 – 145 m дължина и 80 – 90 m широчина (малко по-голямо от футболно игрище).
Играта съществува от 1904 г. и се играе от 100 000 играчи в 550 клуба – най-вече в Ирландия, но също така в цяла Европа, Северна Америка, Азия и Австралия.
В годишното ирландско камоги първенство взимат участие отборите от 32 окръга на страната, но също така и някои офшорни отбори, като привлича посещаемост от 35 000 зрители. Първенството се предава пряко от Ирландската национална телевизия.